# بندق (نبات)
البندقة أو البندق أو الجِلَّوْز جنس نباتي يتبع الفصيلة القضبانية ويسمى (باللاتينية: Corylus). من أنواعه:
- بندق آسيوي (باللاتينية: Corylus heterophylla)
- بندق أكبر (باللاتينية: Corylus maxima)
- بندق أمريكي (باللاتينية: Corylus americana)
- بندق تركي (باللاتينية: Corylus colurna)
- بندق شائع (باللاتينية: Corylus avellana)
- بندق صيني (باللاتينية: Corylus yunnanensis)
- بندق مقرن (باللاتينية: Corylus cornuta)

أشجار وشجيرات البندق بشكل عام مقاومة ومتحملة للبيئة مع كل شذوذها الحاصل من التلوثات الحضارية وتفضل المناطق الجبلية ويمكنها النمو كغابات أو بأشكال مفردة وشكلها جميل يصلح للحدائق والأسيجة التزيينية
والبندق بشكل عام يطلق الكثير من الفسائل حول الشجرة الأم فهي تنمو كأجمات وخصوصا في النوع التركي والمتوسطي 
لذا يفضل تخليص الام من هذه الفسائل كل عام خصوصا إذا زرعت كشجرة حديقة
- الأوراقُ مدوّرةُ بسيطةُ بحواف ثنائيةِ مسنّنةِ. 
- الزهورَ المذكرة تُنتجُ ً في وقت مبكّر جدا من الربيع وقبل الأوراقِ بفترة تتجاوز 10 أيام 
الأعضاء الذكرية طويلة وبشكل عناقيد البتولا أو الجوز لكنها أقل ثخانة وبطول5-12 سنتيمتر 
والزهرة المؤنثة صغيرة ومخفية بين البراعم التي تستعد لإنتاج الأوراق ثم تظهر مصرورة ضمن وريقات تلفها ولا يظهر منها سوى المدقات التي ستتلقى غبار الطلع من الأازهار المذكرة بعد نضجها ثم تبدأ الثمرة بالانتفاخ دون تكون الجنين داخلها أو بالأحرى غير مرئي وتكون حينها البندقة عبارة عن جوزة صغيرة ملئى بمادة اسفنجية كالتي تملا تجويف سوق دوار الشمس ولايظهر الجنين إلا متاخرا جدا 
- ثمار البندق شبه كروية مطعوجة من الأسفل وبقطر 1-2.5 سم وتبقى مختفية ضمن وريقات تلفها وتظهر البنادق في مجموعات ثنائية أو ثلاثية أو رباعية ومن النادر جدا أن تكون منفردة ومن الصعب رؤية البنادق 
إنّ شكلَ وتركيبَ الغمد involucre مهم في تعريفِ الأنواعِ المختلفِة للبندقِ.
- مكونات البندق
يحتوي البندق فيتامينات (ب1 ، ب2 ، ب3 ، ب5 ، ج، هـ ) 
- أملاح ومعادن (كبريت، فوسفور، صوديوم، كلور، حديد، نحاس، منجنيز، زنك )
وكذلك بروتين ودهون وسكريات ولذلك فهو يزيد الوزن.
غالبية الأنواع صالحة للأكل الآدمي وتعصر فيستخرج منها زيت مقبول الطعم ذو قيمة غذائية عالية. 
غنى بفيتامينات (أ) و( ب) وغنى جدا بالمواد الدهنية التي تصل إلى 65.3% . 
الزيت يستعمل في المراهم وأدوية الجلد، وينفع في تقوية الشعر ويمنع سقوطه.
و يدخل في صناعة المستحضرات الصيدلانية والتجميلية، والصابون، والعطور، وزيت التشحيم، وزيت مضاد للصرع، والأسمدة
البندق غني بالطاقة، سهل الهضم، وطارد للديدان. 
يمكن استخدامه في حالات السل، والمغص الكلوي، والدودة الشريطية، الوهن، الحمل، والبول السكري. 
و هو من أسهل الثمار الزيتية هضما وأغناها بالمواد الدهنية. 
و بتجفيف الثمار يسهل حفظها دون ان تفقد من قيمتها الغذائية بل تزداد المادة فيها تركيزا. 
الإستخدامات
يوصف زيت البندق للمصابين بالسكر والسل والصرع والتهاب المسالك البولية. 
ويستعمل الزيت لطرد الدودة الشريطية، وذلك بتناول ملعقة صغيرة منه كل يوم على الريق مدة خمسة عشر يوما. 
مغلي أزهار البندق 30 جراما في لتر ماء يستعمل لعلاج الترهل، ومغلي 25 جراما من أوراقه في لتر ماء أحسن مدر للبول ولتنقية الدم. 
تهاجم البندق بعض أنواع الحشرات الحرشفية Lepidoptera فتضع بيوضها على الأوراق لتتغذى يرقاتها عليها
قائمةَ الحشرات الحرشفيةِ التي تتغذى على البندق.
Bucculatricidae 
Bucculatrix callistricha 
Bucculatrix fugitans 
Coleophoridae

## المجتمع والثقافة
كان القلط يعتقدون أن البندق يمنح المرء الحكمة والإلهام. ثمَّة العديد من النسخ عن حكاية ضاربة في القدم تتحدث عن نمو تسع أشجار بندق حول بركة مقدَّسة، فكانت حبّات البندق تتساقط من الأشجار على البركة التي عاش فيها سمك السلمون (كان هذا السمك مُقدّسًا عند الدَّرْويد)، فكانت تتشرب الحكمة منها. ويُحكى أن أحد معلمي الدَّرويد اصطاد سمكة سلمون مميزةً في محاولةٍ منه ليصبح عالمًا بكل شيء، وطلب من أحد تلامذته طهيها، ولكن دون أن يأكلها. وأثناء طهيها، ظهرت لدى التلميذ بثرة فاستخدم إبهامه لفقعها، ثم مصّها لتبرد، وبالتالي امتص حكمة السمكة. كان هذا الصبي يُدعى فيون مكول، وغدا فيما بعد أحد أبرز الشخصيات البطولية التي تناقلتها الأساطير الغيلية.

## معرض صور

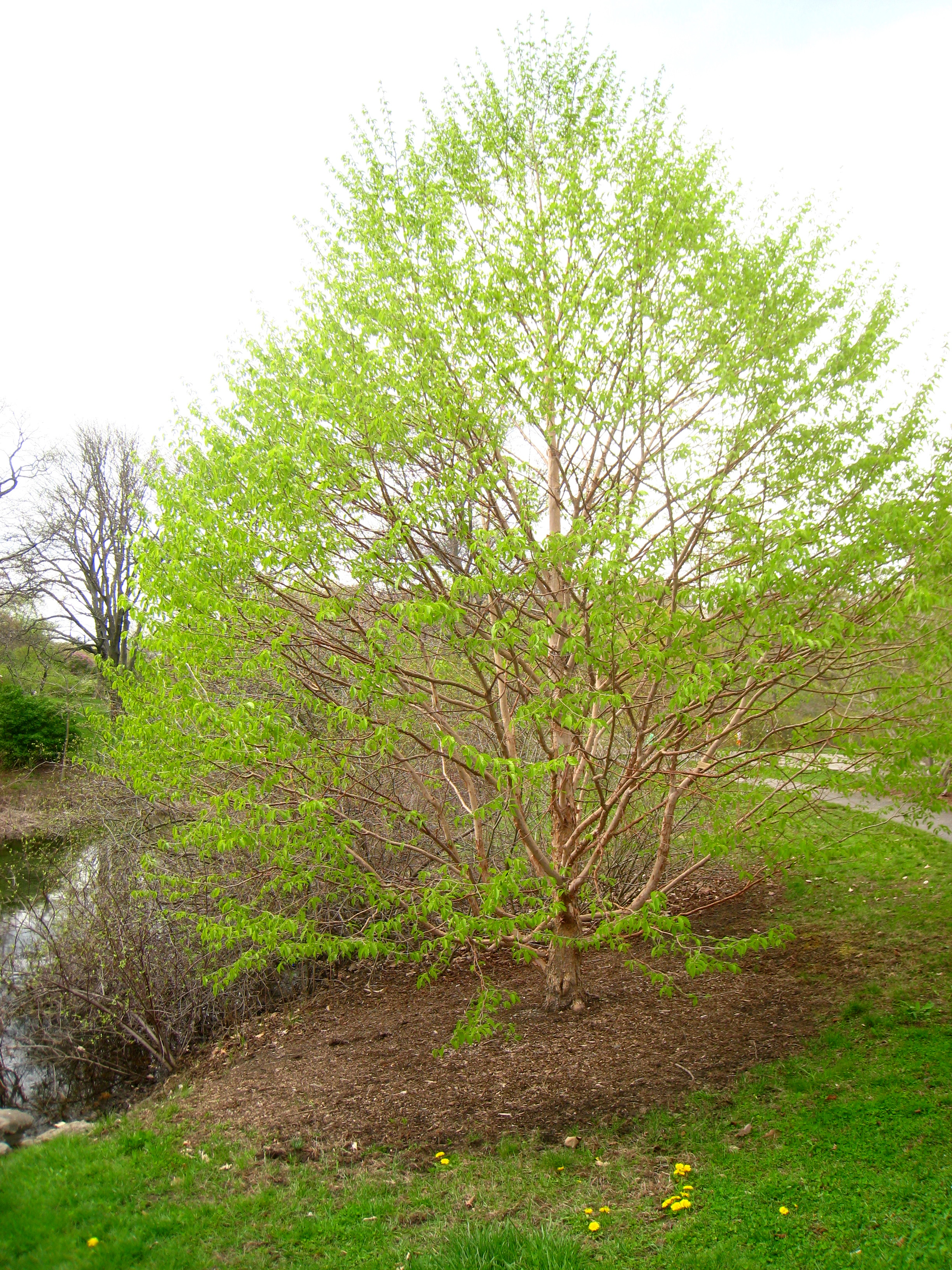
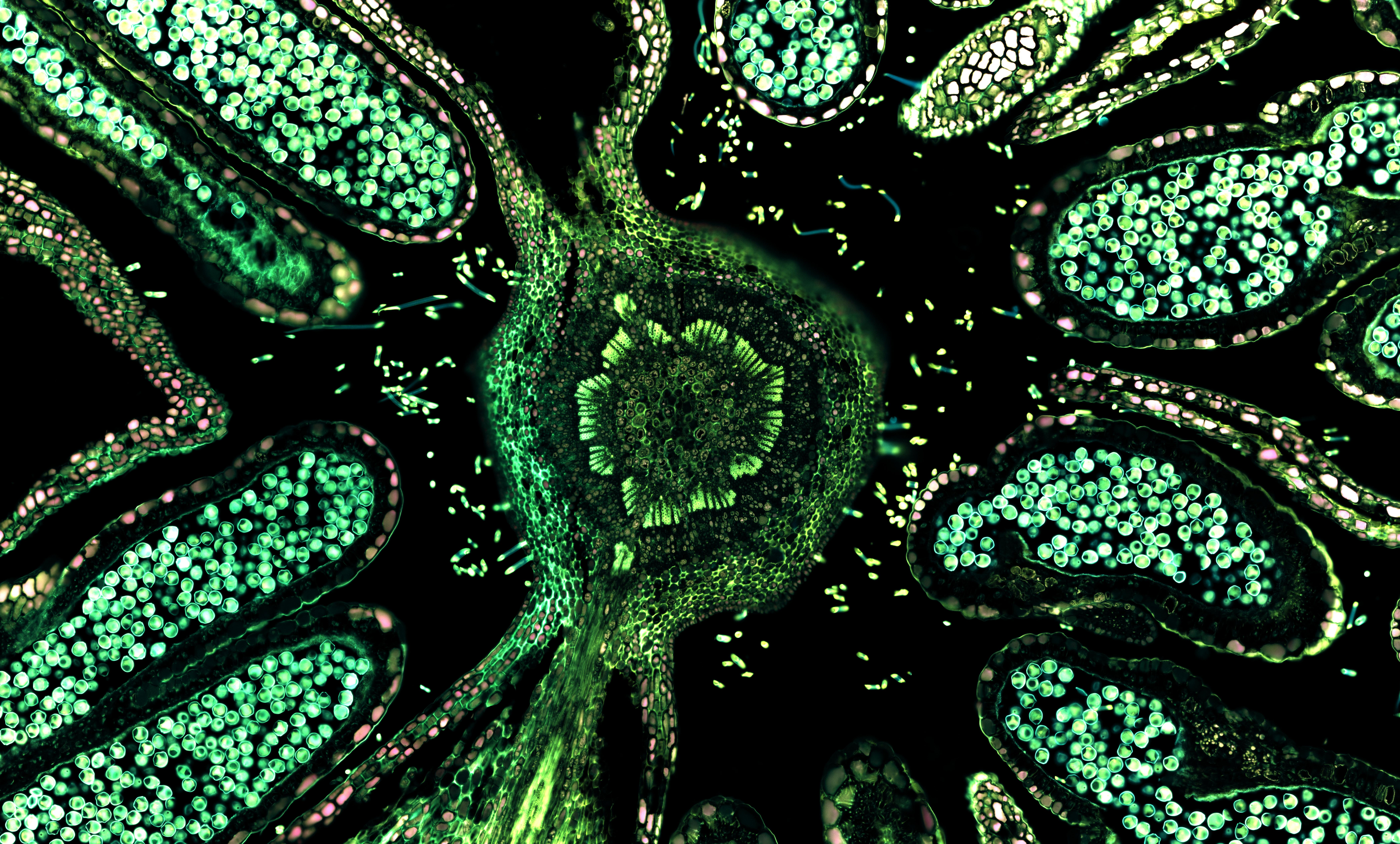
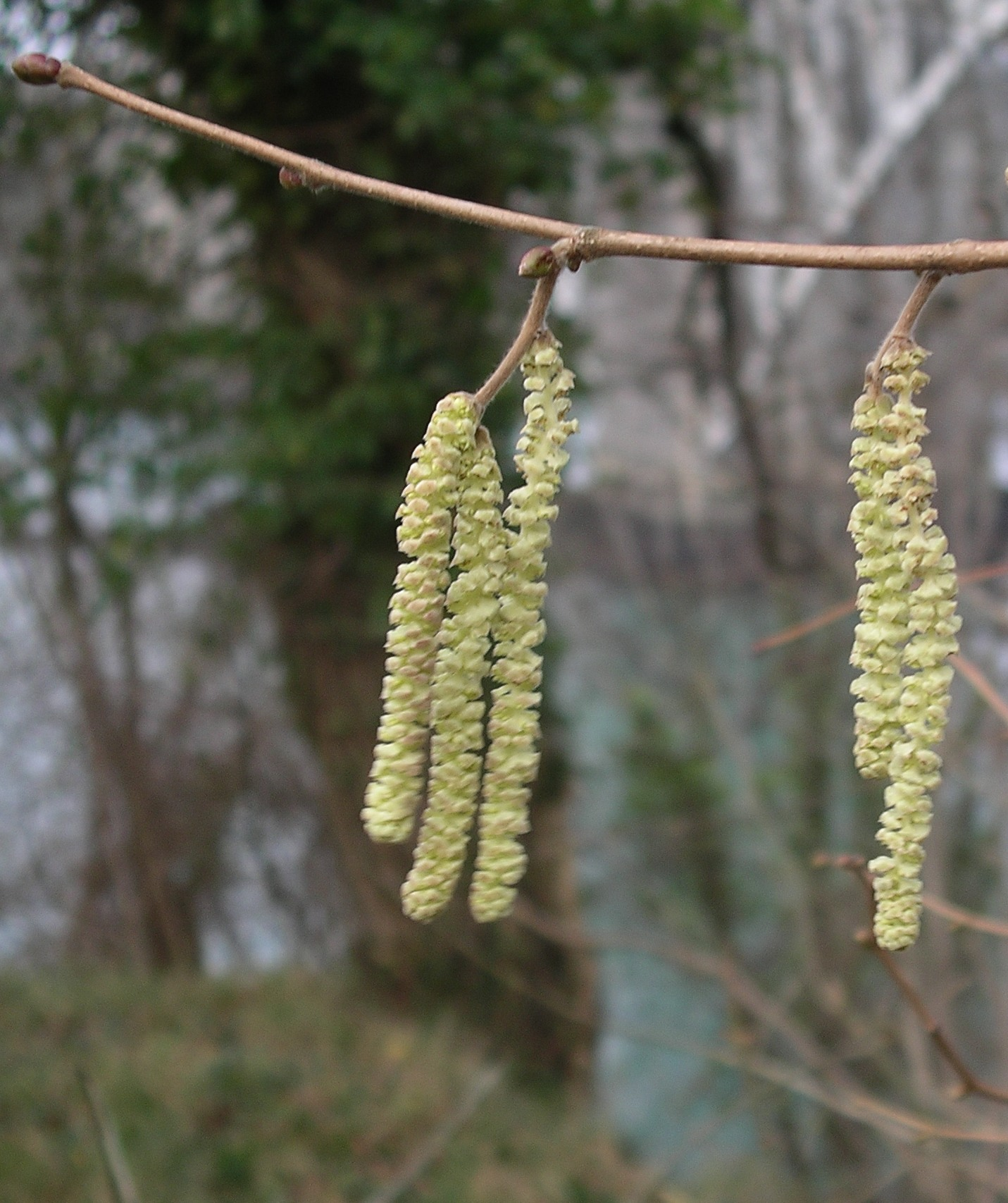
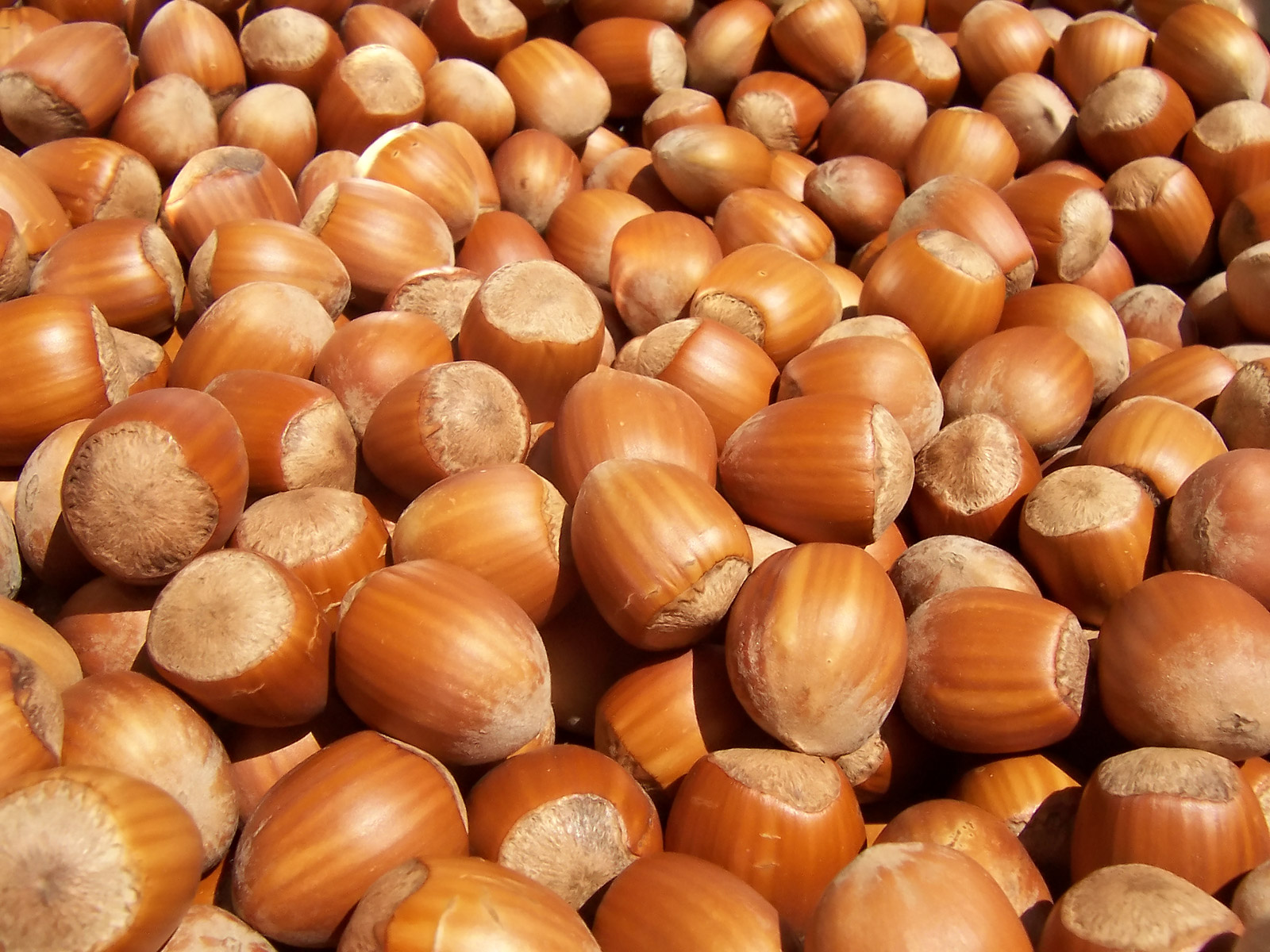
مجموعة من ثمار البُندُق
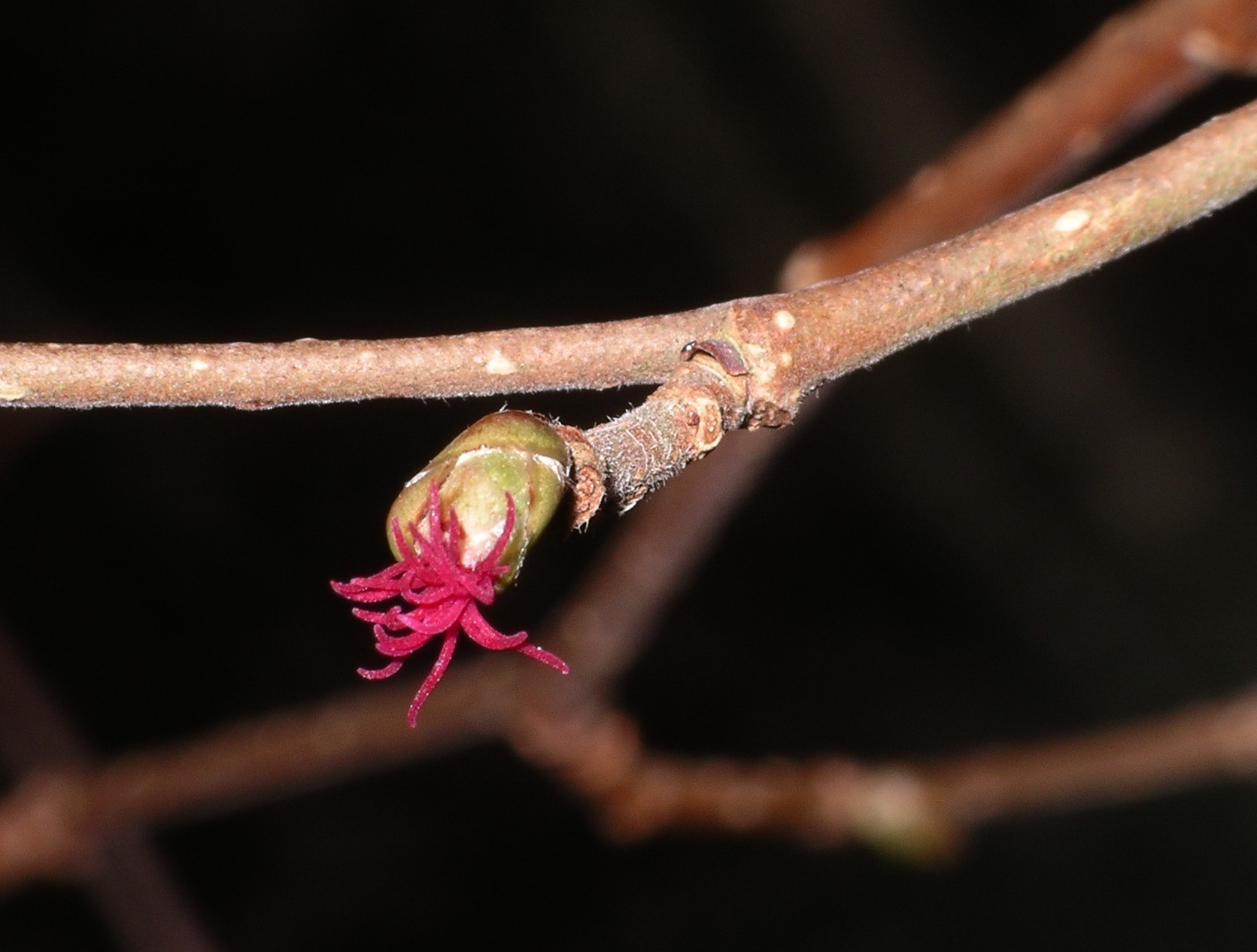